# Spółgłoska półotwarta dziąsłowa bezdźwięczna
Spółgłoska półotwarta dziąsłowa bezdźwięczna – rodzaj dźwięku spółgłoskowego występującego w niektórych językach naturalnych. W Międzynarodowym alfabecie fonetycznym oznaczana jest symbolem [ɹ̥], a w X-SAMPA – [r\_0].

## Artykulacja
- powietrze jest wydychane z płuc – jest to spółgłoska płucna egresywna
- podniebienie miękkie i języczek blokują wejście do nosa – jest to spółgłoska ustna.
- czubek języka zbliża się dziąseł – jest to spółgłoska dziąsłowa
- odległość między językiem a dziąsłami nie jest na tyle mała, by wywołać turbulentny przepływ powietrza – jest to spółgłoska półotwarta.
- powietrze przepływa nad środkową częścią języka – jest to spółgłoska środkowa
- więzadła głosowe nie drgają – jest to spółgłoska bezdźwięczna.

## Przykłady
| Język    | Język    | Słowo  | IPA       | Znaczenie |       |
| -------- | -------- | ------ | --------- | --------- | ----- |
| farerski | farerski | okkurt | [ˈɔʰkʊɹ̥t] | wokół     | [ 1 ] |